# Targa Florio 1958

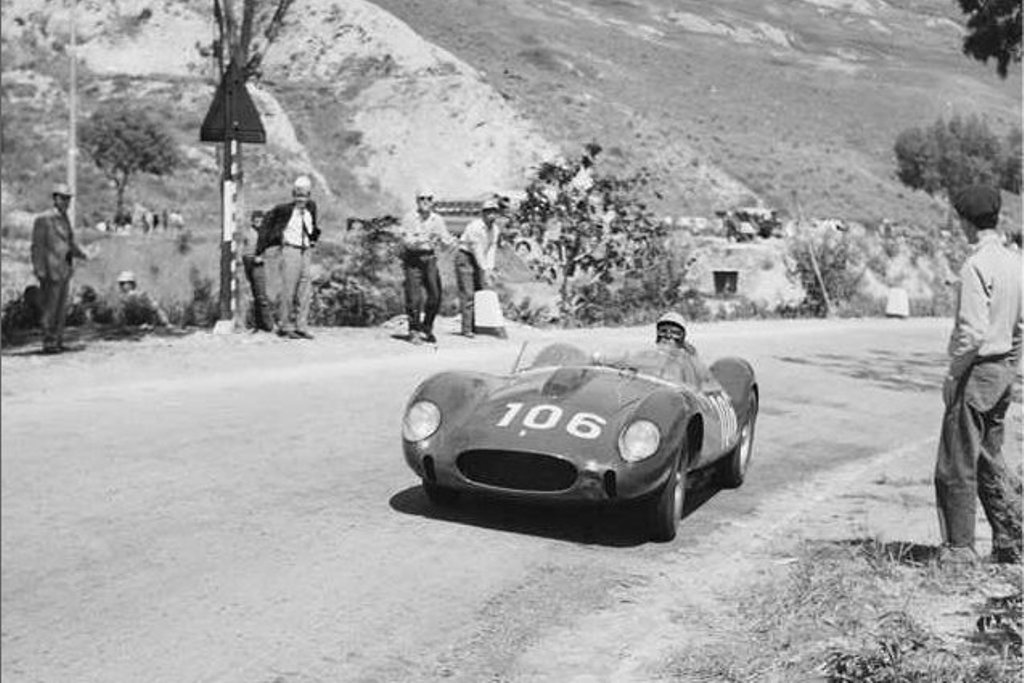
Der siegreiche Ferrari 250TR/58 von Luigi Musso und Olivier Gendebien

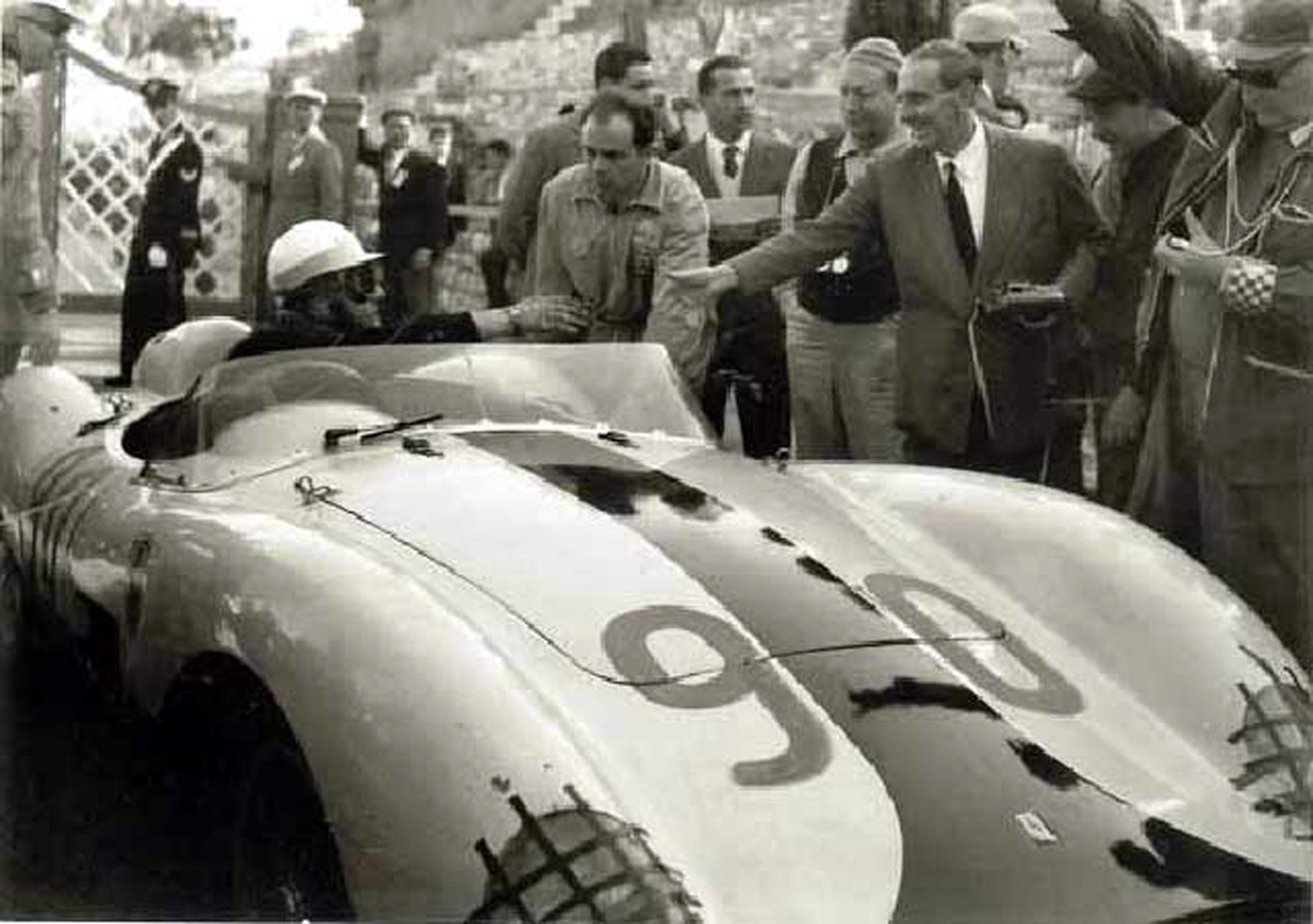
Vincenzo Florio begrüßt den Gesamtsiebten Gaetano Starrabba im Ferrari 500TRC im Ziel

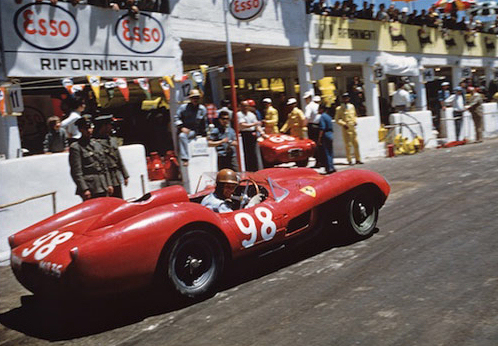
Peter Collins geht im Ferrari 250 Testa Rossa nach dem Boxenstopp zum Fahrerwechsel wieder ins Rennen

Die 42. Targa Florio, auch 42° Targa Florio, Piccolo Circuito delle Madonie, Sicilia, in Sizilien fand am 11. Mai 1958 statt und war der dritte Wertungslauf der Sportwagen-Weltmeisterschaft dieses Jahres.

## Vor dem Rennen
Das Langstreckenrennen auf öffentlichen Straßen in Sizilien war das dritte Weltmeisterschaftsrennen der Sportwagen-Weltmeisterschaft 1958. Die ersten beiden Veranstaltungen, das 1000-km-Rennen von Buenos Aires und das 12-Stunden-Rennen von Sebring endeten mit Erfolgen von Phil Hill und Peter Collins für das Ferrari-Werksteam. Nachdem Hill und Collins auch beim letzten Rennen der Sportwagen-Weltmeisterschaft 1957, dem 1000-km-Rennen von Caracas, siegreich geblieben war, gewannen die beiden drei Wertungsläufe in Folge für die Scuderia.
Das Rennen 1958 war die letzte Targa Florio, die unter der Schirmherrschaft von Vincenzo Florio stand. Der 1883 geborene Gründer und Namensgeber der Veranstaltung starb im Januar 1959 im Alter von 78 Jahren im französischen Épernay.

## Das Rennen
Wie schon bei den Rennen davor, war die Scuderia Ferrari am stärksten mit Fahrzeugen vertreten. Vier Ferrari 250TR58 wurden von Hill, Collins, Luigi Musso, Olivier Gendebien, Wolfgang Graf Berghe von Trips, Mike Hawthorn, Gino Munaron und Wolfgang Seidel gefahren. Ein weiterer Ferrari, ein 500TR, wurde von dem in Palermo geborenen Adeligen Prince Gaetano Starrabba di Giardinelli gemeldet, der sich das Steuer des Wagens mit Franco Cortese teilte.
Die größte Gegnerschaft erwuchs der italienischen Rennmannschaft von Porsche. Die Porsche 718 waren den 3-Liter-Testa-Rossa-Ferrari mit ihren 1,5-Liter-Motoren zwar motorisch unterlegen, aber leichter und wendiger als die Ferrari. Aston-Martin-Rennleiter John Wyer meldete einen Aston Martin DBR1/300, den Stirling Moss und Tony Brooks fuhren.
Die Rennveranstaltung wurde von einem fatalen Unfall überschattet. Der Ferrari 250 GT des Piemontesen Sergio Der Stepanian kollidierte bei einer Trainingsfahrt mit einem Lastkraftwagen, der Sand geladen hatte. Der Stepanian wurde dabei so schwer verletzt, dass er wenige Zeit später in einem Krankenhaus starb.
Zu Beginn des Rennens führte Stirling Moss, der aber von der Strecke abkam und seinen Kühler so nachhaltig beschädigte, dass er aufgeben musste. Nach dem Rückzug des Aston Martin entwickelte sich ein harter Kampf zwischen den Werks-Ferrari und den Werks-Porsche, den schließlich Luigi Musso und Olivier Gendebien für Ferrari entschieden. Im Ziel hatten sie einen Vorsprung von knapp fünf Minuten auf den Porsche von Jean Behra und Giorgio Scarlatti.

## Ergebnisse

### Schlussklassement
| 1               | S 3.0   | 106 | Scuderia Ferrari | Luigi Musso Olivier Gendebien                               | Ferrari 250TR/58                   | 14 |
| 2               | S 1.5   | 68  | Porsche KG       | Jean Behra Giorgio Scarlatti                                | Porsche 718 RSK                    | 14 |
| 3               | S 3.0   | 102 | Scuderia Ferrari | Wolfgang Graf Berghe von Trips Mike Hawthorn                | Ferrari 250TR/58                   | 14 |
| 4               | S 3.0   | 98  | Scuderia Ferrari | Peter Collins Phil Hill                                     | Ferrari 250TR/58                   | 14 |
| 5               | S 1.5   | 72  |                  | Giulio Cabianca Franco Bordoni-Bisleri                      | Osca S1500                         | 14 |
| 6               | GT 1.6  | 26  | Porsche KG       | Antonio Pucci Fritz Huschke von Hanstein                    | Porsche 356A Carrera 1500 GS       | 14 |
| 7               | S 2.0   | 90  |                  | Gaetano Starrabba Franco Cortese                            | Ferrari 500TRC                     | 14 |
| 8               | GT 1.3  | 24  |                  | Nino Todaro Ernesto Dagnino                                 | Alfa Romeo Giulietta Sprint Veloce | 14 |
| 9               | GT 1.3  | 8   |                  | Carlo-Maria Abate Gianni Balzarini                          | Alfa Romeo Giulietta SV            | 14 |
| 10              | S 2.0   | 96  |                  | Bernardo Cammarota Domenico Tramontana                      | Ferrari 500TRC                     | 14 |
| 11              | S 1.1   | 58  |                  | Antonio di Salvo Domenico Minneci                           | Raor-Fiat 1100                     | 14 |
| 12              | GT 1.3  | 6   |                  | Casimiro Toselli Armando Filippa                            | Alfa Romeo Giulietta SV            | 14 |
| 13              | GT 2.6  | 42  |                  | Rosario Montalbano Gaspare Bologna                          | Fiat 8V                            | 14 |
| 14              | S 1.1   | 60  |                  | Gaspare Cavaliere Salvatore Sirchia                         | Fiat 1100                          | 14 |
| 15              | GT 1.3  | 14  |                  | Ada Pace Carlo Peroglio                                     | Alfa Romeo Giulietta SV            | 14 |
| Ausgefallen     |         |     |                  |                                                             |                                    |    |
| 16              | GT 2.6  | 40  |                  | Raimondo Gangitano Gianfernando Tomaselli                   | Lancia Aurelia                     | 13 |
| 17              | S 1.5   | 80  | Porsche KG       | Giorgio Scarlatti Edgar Barth                               | Porsche 550 RS                     | 13 |
| 18              | S 3.0   | 104 | Scuderia Ferrari | Gino Munaron Wolfgang Seidel                                | Ferrari 250TR                      | 13 |
| 19              | GT 1.3  | 16  |                  | Vincenzo Arena Luigi Arena Diego Pagano                     | Alfa Romeo Giulietta Sprint        | 12 |
| 20              | GT 2.6  | 28  |                  | Franco Dari Giuseppe Cucchiarelli                           | Fiat 8V                            | 12 |
| 21              | GT 1.3  | 2   |                  | Sergio Mantia Giuseppe Ramirez                              | Fiat 1100/103 TV                   |    |
| 22              | GT 1.3  | 4   |                  | Baldassare Taormina Pasquale Tacci                          | Alfa Romeo Giulietta Sprint Veloce |    |
| 23              | GT 1.3  | 12  |                  | Ettore Marconi Piero Frescobaldi                            | Alfa Romeo Giulietta Sprint Veloce |    |
| 24              | GT 1.3  | 18  |                  | Domenico Lo Coco Roberto Guglielmini                        | Alfa Romeo Giulietta Sprint Veloce |    |
| 25              | GT 1.3  | 20  |                  | Sergio Bettoja P. Feroldi                                   | Alfa Romeo Giulietta SV Zagato     |    |
| 26              | GT 2.6  | 30  |                  | Nino Vaccarella Enrico Giaccone                             | Lancia Aurelia                     |    |
| 27              | GT 2.6  | 34  |                  | Giuseppe Parla Umberto Lo Pinto                             | Lancia Aurelia                     |    |
| 28              | GT 2.6  | 36  |                  | Alfonso Vella Pietro Termini                                | Fiat 8V                            |    |
| 29              | GT 3.0  | 48  |                  | Guido Cestelli-Guidi Giuseppe Musso                         | Mercedes-Benz 300 SL               |    |
| 30              | GT 3.0  | 52  |                  | Pietro Ferraro Paolo Ferraro                                | Ferrari 250 GT LWB                 |    |
| 31              | S 1.1   | 54  |                  | Guido Garufi Lorenzo Melarosa                               | Osca MT4                           |    |
| 32              | S 1.1   | 64  |                  | Giuseppe Rossi Enzo Buzzetti                                | Osca 1100S                         |    |
| 33              | S 1.1   | 66  |                  | Domenico Rotolo Luigi di Pasquale                           | Osca 1100S                         |    |
| 34              | S 1.5   | 70  | Automobili Osca  | Colin Davis Alejandro de Tomaso                             | Osca MT4 1500                      |    |
| 35              | S 1.5   | 74  | Automobili Osca  | Luciano Mantovani Ludovico Scarfiotti                       | Osca S1500                         |    |
| 36              | S 2.0   | 84  |                  | Mennato Boffa Odoardo Govoni                                | Maserati 200SI                     |    |
| 37              | S 2.0   | 88  |                  | Anna Maria Peduzzi Francesco Siracusa                       | Ferrari 500 TR                     |    |
| 38              | S 3.0   | 100 | David Brown      | Stirling Moss Tony Brooks                                   | Aston Martin DBR1/300              |    |
| Nicht gestartet |         |     |                  |                                                             |                                    |    |
| 39              | GT 1.3  | 10  |                  | Nicoly                                                      | Alfa Romeo Giulietta Sprint Veloce | 1  |
| 40              | GT 1.3  | 22  |                  | Giuseppe Pizzo Emanuele Trapani                             | Alfa Romeo Giulietta Sprint        | 2  |
| 41              | GT 2.6  | 32  |                  | Giuseppe Conigliaro Mario Conigliaro                        | Lancia Aurelia                     | 3  |
| 42              | GT 2.6  | 36  |                  | Carlo Fabi Gianfranco Fabbri                                | Fiat 8V                            | 4  |
| 43              | GT 3.0  | 44  |                  | Armando Zampiero Zampiero                                   | Ferrari 250 GT                     | 5  |
| 45              | GT 3.0  | 46  |                  | Arnaldo Bongiasca Mario Bongiasca                           | Mercedes-Benz 300 SL               | 6  |
| 46              | GT 3.0  | 46  |                  | Sergio Der Stepanian Adolfo Macchieraldo                    | Ferrari 250 GT LWB                 | 7  |
| 47              | S 1.1   | 56  |                  | Francesco La Mattina                                        | Osca MT4                           | 8  |
| 48              | S 1.1   | 62  |                  | Francesco Paolo D’Agostino Silvio Boffa Vincenzo Sorrentino | Osca MT4                           | 9  |
| 49              | S 1.5   | 76  |                  | Alfonso Thiele                                              | Porsche 356 Carrera                | 10 |
| 50              | S 2.0   | 82  |                  | Guido Perrella Giuliano Giovanardi                          | Maserati 200SI                     | 11 |
| 51              | S 2.0   | 86  |                  | Elio Pandolfo Claudio Faranda Mario Pandolfo                | Ferrari 500TR                      | 12 |
| 52              | S 2.0   | 92  |                  | Giuseppe Alotta                                             | Maserati 200SI                     | 13 |
| 53              | S 2.0   | 94  |                  | Enzo Lopez Mario Bornigia                                   | Maserati 200SI                     | 14 |
| 54              | S + 3.0 | T   | David Brown      | Stirling Moss Tony Brooks                                   | Aston Martin DBR2                  | 15 |

1 nicht gestartet
2 nicht gestartet
3 nicht gestartet
4 nicht gestartet
5 nicht gestartet
6 nicht gestartet
7 tödlicher Unfall von Der Stepanian im Training
8 nicht gestartet
9 nicht gestartet
10 nicht gestartet
11 nicht gestartet
12 nicht gestartet
13 nicht gestartet
14 nicht gestartet
15 Trainingswagen

### Nur in der Meldeliste
Hier finden sich Teams, Fahrer und Fahrzeuge, die ursprünglich für das Rennen gemeldet waren, aber aus den unterschiedlichsten Gründen daran nicht teilnahmen.
| Pos. | Klasse | Nr. | Team | Fahrer                                          | Chassis              |
| ---- | ------ | --- | ---- | ----------------------------------------------- | -------------------- |
| 55   | GT 1.3 |     |      | Michele Tornatore                               | Alfa Romeo Giulietta |
| 56   | GT 1.3 |     |      | Marinoni                                        | Alfa Romeo Giulietta |
| 57   | GT 1.3 |     |      | Gaspare Cavaliere Antonio Micciche Pietro Ferro | Alfa Romeo Giulietta |
| 58   | GT 2.6 |     |      | Giovanni Giordano Gregorio Rizzotti             | Fiat 8V              |
| 59   | GT 2.6 |     |      | Basilio Gugliandolo Carlo Fulci                 | Fiat 8V              |
| 60   | GT 2.6 |     |      | Armando Zampiero                                | Ferrari 166 Inter GT |
| 61   | S 1.1  |     |      | Vincenzo Sorrentino                             | Osca 1100S           |
| 62   | S 1.5  |     |      | Zéphirin Miani                                  | Osca MT4             |
| 63   | S 2.0  |     |      | Luigi Bellucci                                  | Maserati 200SI       |
| 64   | GT 1.3 |     |      |                                                 | Alfa Romeo Giulietta |
| 65   | S 2.0  |     |      | Joakim Bonnier                                  | Maserati 200SI       |
| 66   | S 1.5  | 78  |      | Alfredo Fondi                                   | MGA                  |

### Klassensieger
| Klasse | Fahrer             | Fahrer                     | Fahrzeug                           | Platzierung im Gesamtklassement |
| ------ | ------------------ | -------------------------- | ---------------------------------- | ------------------------------- |
| S 3.0  | Luigi Musso        | Olivier Gendebien          | Ferrari 250TR/58                   | Gesamtsieg                      |
| S 2.0  | Gaetano Starrabba  | Franco Cortese             | Ferrari 500TRC                     | Rang 7                          |
| S 1.5  | Jean Behra         | Giorgio Scarlatti          | Porsche 718 RSK                    | Rang 2                          |
| S 1.1  | Antonio di Salvo   | Domenico Minneci           | Roar-Fiat 1100                     | Rang 11                         |
| GT 2.6 | Rosario Montalbano | Gaspare Bologna            | Fiat 8V                            | Rang 13                         |
| GT 1.6 | Antonio Pucci      | Fritz Huschke von Hanstein | Porsche 356A Carrera 1500 GS       | Rang 6                          |
| GT 1.3 | Nino Todaro        | Ernesto Dagnino            | Alfa Romeo Giulietta Sprint Veloce | Rang 8                          |

### Renndaten
- Gemeldet: 66
- Gestartet: 38
- Gewertet: 15
- Rennklassen: 7
- Zuschauer: unbekannt
- Wetter am Renntag: warm und trocken
- Streckenlänge: 72,000 km
- Fahrzeit des Siegerteams: 10:37:58,100 Stunden
- Gesamtrunden des Siegerteams: 14
- Gesamtdistanz des Siegerteams: 1008,000 km
- Siegerschnitt: 94,801 km/h
- Schnellste Trainingszeit: unbekannt
- Schnellste Rennrunde: Stirling Moss – Aston Martin DBR1/300 (#100) – 42:17,500 = 102,148 km/h
- Rennserie: 3. Lauf zur Sportwagen-Weltmeisterschaft 1958